# Anthidiellum latipes
Anthidiellum latipes är en biart som först beskrevs av Charles Thomas Bingham 1897.  Anthidiellum latipes ingår i släktet Anthidiellum och familjen buksamlarbin. Inga underarter finns listade i Catalogue of Life.